# Suore di carità di San Vincenzo de' Paoli (Fulda)
Le Suore di carità di San Vincenzo de' Paoli (in tedesco Kongregation der Barmherzigen Schwestern vom Hl. Vinzenz von Paul) sono un istituto religioso femminile di diritto pontificio.

## Storia
La congregazione fu costituita il 6 giugno 1970 per decreto della sacra congregazione romana dei religiosi, che separò la provincia di Fulda delle Suore della carità di Strasburgo rendendola autonoma.

## Attività e diffusione
Le suore si dedicano alla cura di malati e anziani in ospedali e ricoveri.
Sono presenti in Germania; la sede generalizia è a Fulda.
Alla fine del 2015 l'istituto contava 126 religiose in 17 case.